# Стенплатс
Стенплатс (нід. Steenplaats) — селище в нідерландській провінції Південна Голландія. Входить до муніципалітету Гуксе-Вард. Наразі у селищі нараховується близько 70 будинків.